# Yeti
Người tuyết (Yeti) (tiếng Nepal: हिममानव, "người núi") là một sinh vật bí ẩn giống vượn cao hơn người trung bình và được cho rằng sống ở khu vực dãy Himalaya của Nepal và Tây Tạng. Tên Yeti và Meh-Teh thường được dùng bởi người bản địa, và là một phần lịch sử thần thoại của họ. Câu truyện về Yeti được truyền bá đến phương Tây vào thế kỷ 19.
Cộng đồng khoa học thường cho Yeti là một huyền thoại, do thiếu bằng chứng kết luận, nhưng nó vẫn là một trong những động vật huyền bí nổi tiếng nhất. Các nhà nghiên cứu tìm thấy một chuỗi ti thể DNA phù hợp với mẫu vật từ xương hàm gấu trắng Bắc Cực cổ đại tại Na Uy, vào khoảng giữa 40,000 và 120,000 năm trước.

## Từ nguyên và tên thay thế
Từ Yeti xuất phát từ chữ Tạng: གཡའ་དྲེད་; Wylie: g.ya' dred; ZWPY: Yachê), một sự kết hợp của từ chữ Tạng: གཡའ་; Wylie: g.ya'; ZWPY: ya "đá", "nơi nhiều đá" và (chữ Tạng: དྲེད་; Wylie: dred; ZWPY: chê) "gấu". Các từ "ti", "te" và "teh" xuất phát từ 'tre' (đánh vần "dred"), nghĩa là gấu, với chữ 'r' phát âm nhẹ gần như không nghe được, làm cho nó đọc thành "te" hay "teh".
Nhiều tên khác được dùng bởi người Hymalaya:
- Michê (chữ Tạng: མི་དྲེད་; Wylie: mi dred; ZWPY: Michê) dịch ra là "người-gấu".[7][9][12]
- Dzu-teh – 'dzu' nghĩa là "bò" và dzu-teh nghĩa là "gấu bò", có thể liên quan đến Gấu nâu Himalaya.[6][9][10][13][14]
- Migoi hay Mi-go (chữ Tạng: མི་རྒོད་; Wylie: mi rgod; ZWPY: Migö/Mirgö) nghĩa là "người hoang dã".[10][14]
- Bun Manchi - tiếng Nepal cho "người rừng" được dùng ngoài Sherpa- nơi yeti là tên phổ biến.[15]
- Mirka – một tên khác cho "người hoang dã". Thần thoại địa phương cho rằng "bất cứ người nào thấy chúng sẽ chết hoặc bị giết".[16]
- Kang Admi – "người tuyết".[14]